# ティラスポリ空港
ティラスポリ空港（ティラスポリくうこう、英語: Tiraspol Airport、(ICAO: LUTR, FAA LID: XXX)）は、沿ドニエストル共和国（モルドバ）のティラスポリにある空港である。以前は空軍基地として運用されていた。

## 参照情報
1. ↑  Vlas, Cristi (2017年12月28日). “Tiraspol wants its airport to be reopened”. 2020年5月5日閲覧。
2. ↑  “Russian Military Developments in Transnistria Worry Moldovan Officials”. Jamestown. 2020年5月5日閲覧。